# 延胡索酸酶
延胡索酸酶（fumarase）或稱延胡索酸水合酶，可催化延胡索酸（即反丁烯二酸）以及蘋果酸之間水合/脱水的可逆反應。延胡索酸酶可分為粒線體內以及細胞質中兩種，其中粒線體延胡索酸酶參與克氏循環（或稱檸檬酸循環、三羧酸循環），而細胞質延胡索酸酶則參與了氨基酸和延胡索酸的代謝合成。
延胡索酸酶參與了檸檬酸循環以及還原型檸檬酸循環兩種代謝路徑，同時也與腎細胞癌有密切關聯：在此段基因上的突變經常造成伴隨著子宮和皮膚肌瘤的腎臟病。

## 命名
延胡索酸酶屬於裂合酶家族中的脫水酶，可以切除化合物中的C-O鍵結。由於可將蘋果酸（(S)-malate）裂解為延胡索酸（fumarate），其系統命名為：(S)-malate hydro-lyase （fumarate-forming）

## 作用機制

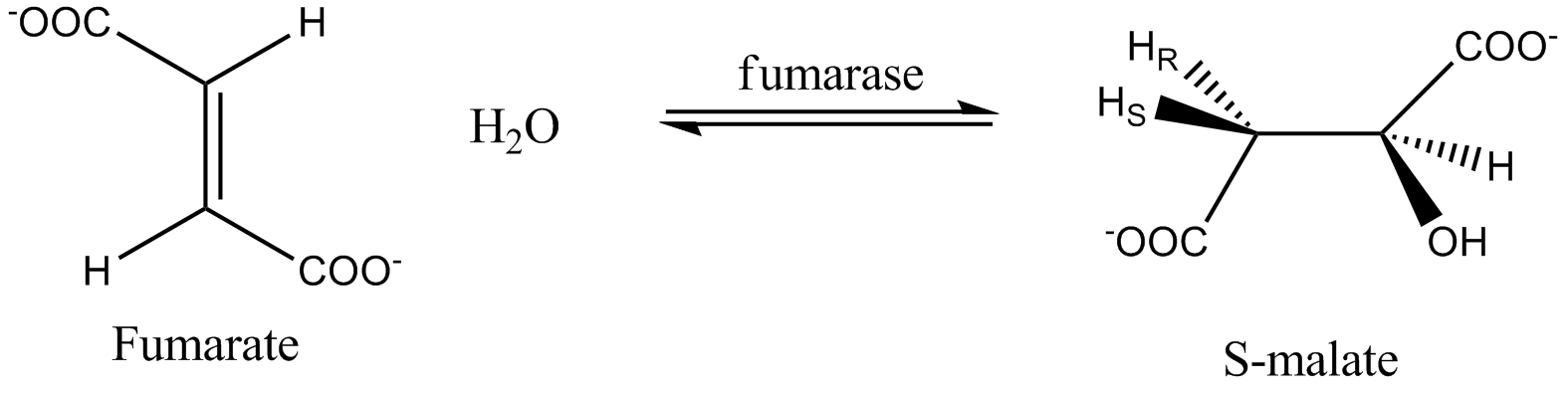
圖一：延胡索酸與蘋果酸之間的互換

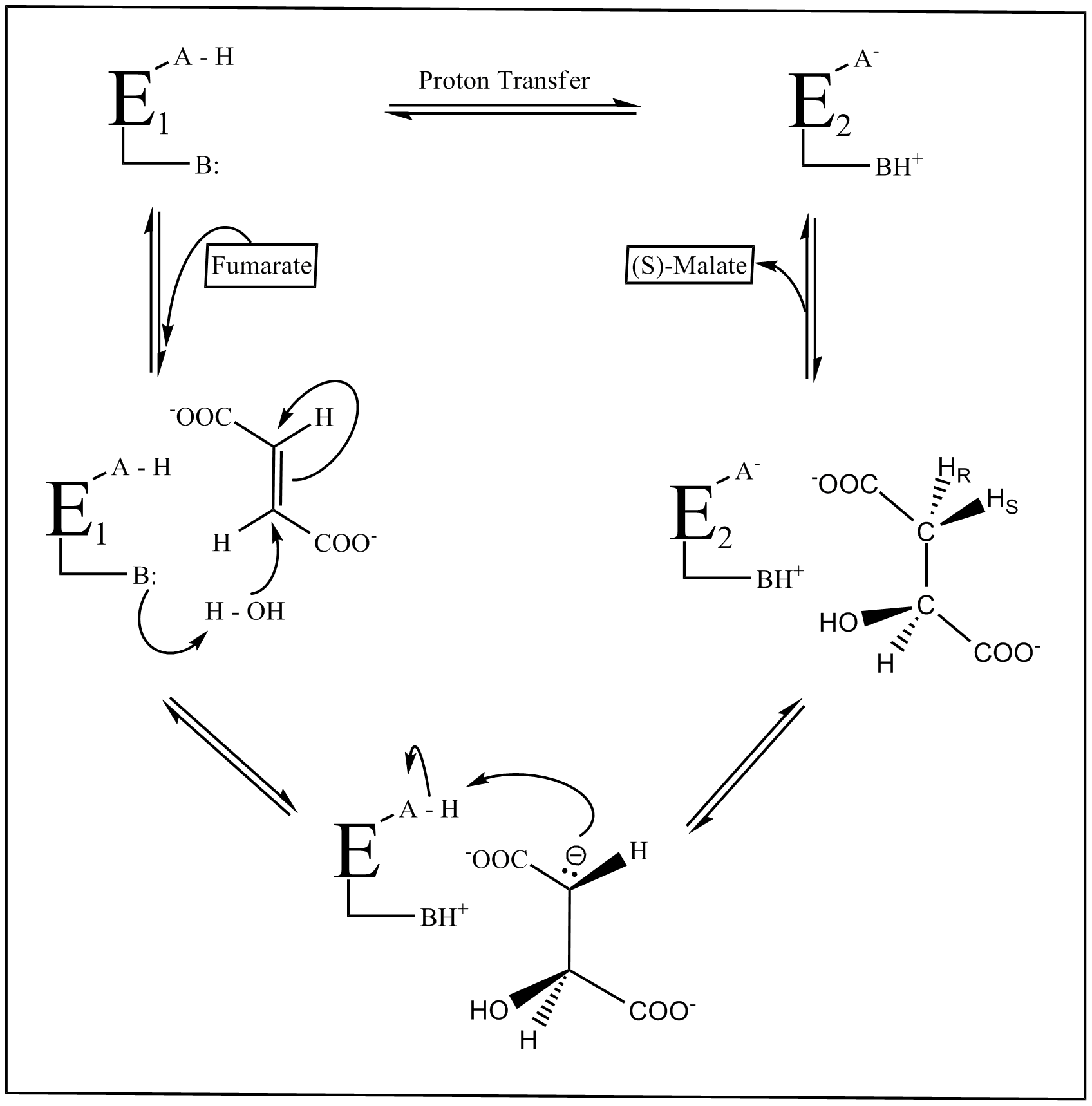
圖二：延胡索酸酶的作用機制

圖二描繪了延胡索酸酶的反應機制：兩個酸-鹼基催化質子的轉移，分別以兩個基團的離子化狀態定義為E1以及E2。在E1時，兩個基團分別呈現A-H/B:的電中性狀態。而E2時則呈現A-/BH+的兩性離子狀態。E1在進行催化反應後轉化成E2，反之亦然。
E1與延胡索酸結合並將其水合為蘋果酸；反之，E2與蘋果酸結合並將其水解為延胡索酸。
儘管在生物中有其重要性，對於延胡索酸酶的反應機制仍然有不明白之處：延胡索酸酶確實可自行調控反應的方向，但是由蘋果酸轉成延胡索酸時移除HR（如圖一）的pKa相當高，卻不需要任何輔酶或者輔助因子參與即可進行反應。早先的研究認為：要由蘋果酸合成延胡索酸時必須先將蘋果酸水解為碳陽離子的中間產物，接著只要脫去Hα即可形成延胡索酸。
反觀其逆反應：將延胡索酸轉化為蘋果酸的機制就比較容易理解了。將延胡索酸轉化為蘋果酸的過程包含了藉由羟基（-OH）的反式加成以及一個氫原子1,4反式加成，為一個具有立體專一性的水合作用。
由以上可以看出：由延胡索酸合成蘋果酸為E1脫去反應，H2O提供的羟基加成是伴隨著延胡索酸上碳陽離子的質子化而來的。但是，近來的研究指出延胡索酸酶的反應機制應為以碳陰離子為中間物的酸-鹼催化脫去反應（如圖二）。

## 生化反應途徑
在檸檬酸循環中（位於粒線體內）為了促進能量來源NADH的合成，細胞利用延胡索酸酶催化其中一個步驟。而在細胞質中，延胡索酸酶被用來代謝尿素循環的副產物延胡索酸，並利用這個反應合成胺基酸。研究顯示延胡索酸酶的接合位被稱為活性位A（site A），位於由胺基酸所組成的四聚酶其中三個次單元上，兩個酸-鹼催化活性位分別位於His 188 以及 Lys 324上。

## 亞型
延胡索酸酶從次單元的排列、需要的金屬離子以及熱力學的穩定性可以分為第一型和第二型兩種亞型。第一型會因為熱或輻射線的影響而轉換型態或轉為不活化，第一型延胡索酸酶大約含有120kD的蛋白質、對超氧陰離子敏感且依賴鐵二價離子（Fe2+）。第二型在真核生物以及原核生物中都可以發現，大小約為200kD，與第一型一樣為依賴鐵離子、熱力學穩定的酵素。
原核生物中的延胡索酸酶可以再細分為三種：A、B和C，其中延胡索酸酶C屬於以上分類的第二型，而在大腸桿菌中發現的延胡索酸酶A、B則屬於第一型。

## 臨床症狀
延胡索酸缺乏症的主要特徵有兩種：羊水過多以及胎兒腦部發育異常。出生後的嬰兒會表現出強烈的神經異常，並有拒食、發育不全以及肌張力低下等症狀。延胡索酸缺乏症因為代謝途徑的缺陷，被認為會對嬰兒造成嚴重的多重神經異常。延胡索酸缺乏症的患者不論是細胞質或是粒線體中的延胡索酸酶皆處於非活化狀態，故可以在尿液中檢測出高濃度的延胡索酸。
延胡索酸酶不論在成人或是嬰兒體內都是相當常見的酵素，大多數的延胡索酸酶分佈在皮膚、副甲狀腺、淋巴系統以及結腸。隨著觀察許多與延胡索酸代謝途徑相關的突變，發現了許多與延胡索酸酶相關的疾病，包含了：良性子宮肌瘤、平滑肌瘤、腎細胞癌以及延胡索酸缺乏症等。

## 結構
基因
FH基因位於染色體上1q42.3-q43的位置，包含10個外顯子。
蛋白質
取自於大腸桿菌的延胡索酸酶C的結晶結構具有兩個二羧酸的結合位，即為延胡索酸酶C的活性位。而B位（B site）也有一個可供配體結合的閒置區。這樣的結晶構造會保留水分子在活性區，而在B位（B site）則觀察到His129的地方有一個轉移區（shift）。這些顯示著延胡索酸酶C利用B位（B site）的構形改變以及imidazole-imidazolium（咪唑-咪唑離子）調控來催化反應。